# Hirneto
Hirneto (en grec antic Ὑρνηθώ), segons la mitologia grega era filla de Temen, rei d'Argos, i descendent d'Hèracles.
Estava casada amb Deifontes, a qui Temen va nomenar corregent d'Argos. Els fills de Temen, veient-se desplaçats, van matar-lo, però, agonitzant, Temen va fer hereu a Deifontes. Encara que l'exèrcit ho va acceptar, l'hostilitat dels fills de Temen va fer que Deifontes, amb Hirneto marxessin a Epidaure, on el rei d'aquell país, Pitireu, els va cedir voluntàriament el tron. Els fills de Temen van anar a Epidaure i van parlar amb la seva germana Hirneto, per convèncer-la que els entregués el seu marit. Ella s'hi va negar i la van matar. Deifontes li va fer un gran enterrament i li va construir un heroon a Epidaure dedicat a Himeto.
Era la heroína de les Temènides, una tragèdia perduda d'Eurípides.